# Audio crossover

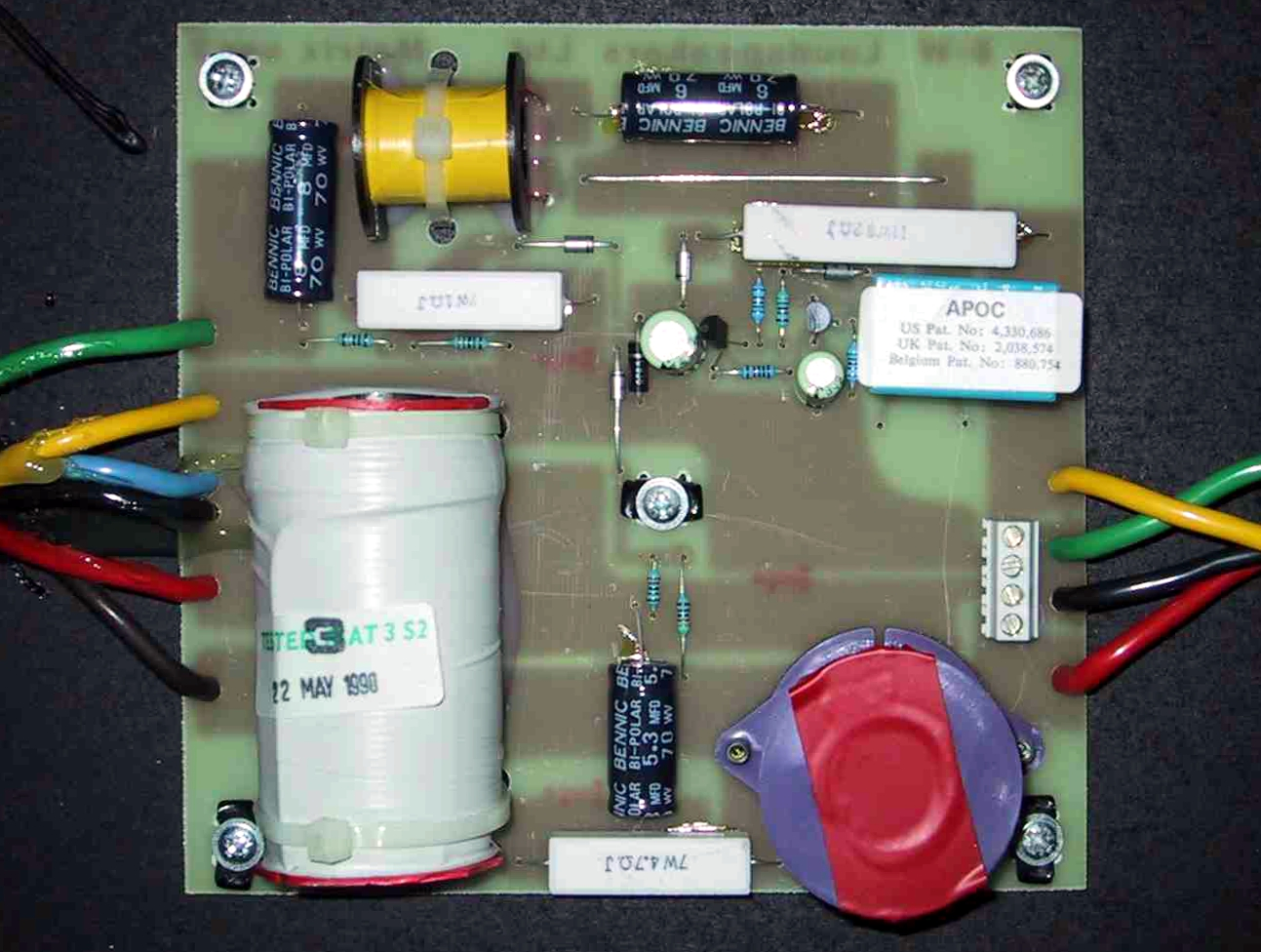
Un crossover passiu de 2 vies dissenyat per funcionar a voltatges d'altaveus.

Els crossovers d'àudio són un tipus de circuits de filtre electrònic que divideixen un senyal d'àudio en dos o més rangs de freqüència, de manera que els senyals es poden enviar a controladors d'altaveus dissenyats per funcionar dins de diferents rangs de freqüència. Els filtres creuats poden ser actius o passius. Sovint es descriuen com de dues vies o de tres vies, que indiquen, respectivament, que el crossover divideix un senyal donat en dos rangs de freqüència o tres rangs de freqüència. Els crossovers s'utilitzen en gabinets d'altaveus, amplificadors de potència en electrònica de consum (hi-fi, so de cinema a casa i àudio de cotxe) i productes d'amplificador d'àudio i instruments musicals professionals. Per als dos últims mercats, els crossovers s'utilitzen en amplificadors de baix, amplificadors de teclat, caixes d'altaveus de teclat i baix i equips de sistemes de reforç de so (altaveus de megafonia, altaveus de monitor, sistemes de subwoofer, etc.)
Els crossovers s'utilitzen perquè la majoria dels controladors d'altaveus individuals són incapaços de cobrir tot l'espectre d'àudio des de freqüències baixes fins a freqüències altes amb un volum relatiu acceptable i absència de distorsió. La majoria dels sistemes d'altaveus d'alta fidelitat i els gabinets d'altaveus del sistema de reforç de so utilitzen una combinació de diversos controladors d'altaveus, cadascun d'ells amb una banda de freqüència diferent. Un exemple senzill estàndard és en els gabinets de sistemes d'alta fidelitat i PA que contenen un woofer per a freqüències baixes i mitjanes i un tweeter per a freqüències altes. Atès que una font de senyal de so, ja sigui música gravada d'un reproductor de CD o una barreja d'una banda en directe des d'una consola d'àudio, té totes les freqüències baixes, mitjanes i altes combinades, s'utilitza un circuit de creuament per dividir el senyal d'àudio en bandes de freqüència separades. que es poden dirigir per separat a altaveus, tweeters o botzines optimitzats per a aquestes bandes de freqüència.

Comparació de la resposta de magnitud dels filtres creuats de 2 pols Butterworth i Linkwitz-Riley. La sortida sumada dels filtres Butterworth té un pic de +3dB a la freqüència de creuament.

Els crossovers passius són probablement el tipus més comú de crossover d'àudio. Utilitzen una xarxa de components elèctrics passius (per exemple, condensadors, inductors i resistències) per dividir un senyal amplificat procedent d'un amplificador de potència de manera que es pugui enviar a dos o més controladors d'altaveus (per exemple, un woofer i una freqüència molt baixa), subwoofer, o un woofer i un tweeter, o una combinació de woofer-midrange-tweeter).
Els encreuaments actius es distingeixen dels encreuaments passius perquè divideixen un senyal d'àudio abans de l'etapa d'amplificació de potència de manera que es pugui enviar a dos o més amplificadors de potència, cadascun dels quals està connectat a un controlador d'altaveus independent. Els sistemes d'àudio de so envoltant de cinema a casa 5.1 utilitzen un crossover que separa el senyal de molt baixa freqüència, de manera que es pot enviar a un subwoofer i després enviar les freqüències de gamma baixa, mitjana i alta restants a cinc altaveus que són col·locats al voltant de l'oient. En una aplicació típica, els senyals enviats als gabinets d'altaveus envoltants es divideixen encara més mitjançant un crossover passiu en un woofer de gamma baixa / mitjana i un tweeter de gamma alta. Els crossovers actius es presenten tant en varietats digitals com analògiques.
Els encreuaments actius digitals solen incloure processament de senyal addicional, com ara limitació, retard i equalització. Els encreuaments de senyal permeten dividir el senyal d'àudio en bandes que es processen per separat abans de tornar a barrejar-se. Alguns exemples són la compressió multibanda, limitació, desessing, distorsió multibanda, millora dels baixos, excitadors d'alta freqüència i reducció de soroll, com ara la reducció de soroll Dolby A.

## Visió general
La definició d'un encreuament d'àudio ideal canvia en relació amb la tasca i l'aplicació d'àudio en qüestió. Si les bandes separades s'han de tornar a barrejar (com en el processament multibanda), aleshores el crossover d'àudio ideal dividiria el senyal d'àudio entrant en bandes separades que no es superposen ni interactuen i que donen lloc a un senyal de sortida sense canvis en freqüència, relativa. nivells i resposta de fase. Aquest rendiment ideal només es pot aproximar. Com implementar la millor aproximació és una qüestió de viva debat. D'altra banda, si l'encreuament d'àudio separa les bandes d'àudio en un altaveu, no hi ha cap requisit de característiques matemàticament ideals dins del mateix crossover, ja que la freqüència i la resposta de fase dels controladors d'altaveus dins dels seus muntatges eclipsaran els resultats. L'objectiu del disseny és una sortida satisfactòria del sistema complet que inclou el crossover d'àudio i els controladors d'altaveus en els seus recintes. Aquest objectiu sovint s'aconsegueix utilitzant característiques de filtre creuat asimètrics i no ideals.

## Classificació

### Passiu

Sovint es munta un circuit d'encreuament passiu en un recinte d'altaveus per dividir el senyal amplificat en un rang de senyal de freqüència més baixa i un rang de senyal de freqüència més alta.

Un crossover passiu divideix un senyal d'àudio després d'haver-lo amplificat per un únic amplificador de potència, de manera que el senyal amplificat es pot enviar a dos o més tipus de controladors, cadascun dels quals cobreix diferents rangs de freqüència. Aquests crossover estan fets completament de components passius i circuits; el terme "passiu" significa que no es necessita cap font d'alimentació addicional per als circuits. Només cal connectar un crossover passiu mitjançant cablejat al senyal de l'amplificador de potència. Els encreuaments passius solen disposar-se en una topologia Cauer per aconseguir un efecte de filtre Butterworth. Els filtres passius utilitzen resistències combinades amb components reactius com condensadors i inductors. És probable que els encreuaments passius d'alt rendiment siguin més cars que els encreuaments actius, ja que els components individuals capaços de tenir un bon rendiment als corrents i voltatges elevats als quals s'accionen els sistemes d'altaveus són difícils de fabricar.

### Actiu

Ús típic d'un crossover actiu, tot i que un crossover passiu es pot col·locar de manera similar davant dels amplificadors.

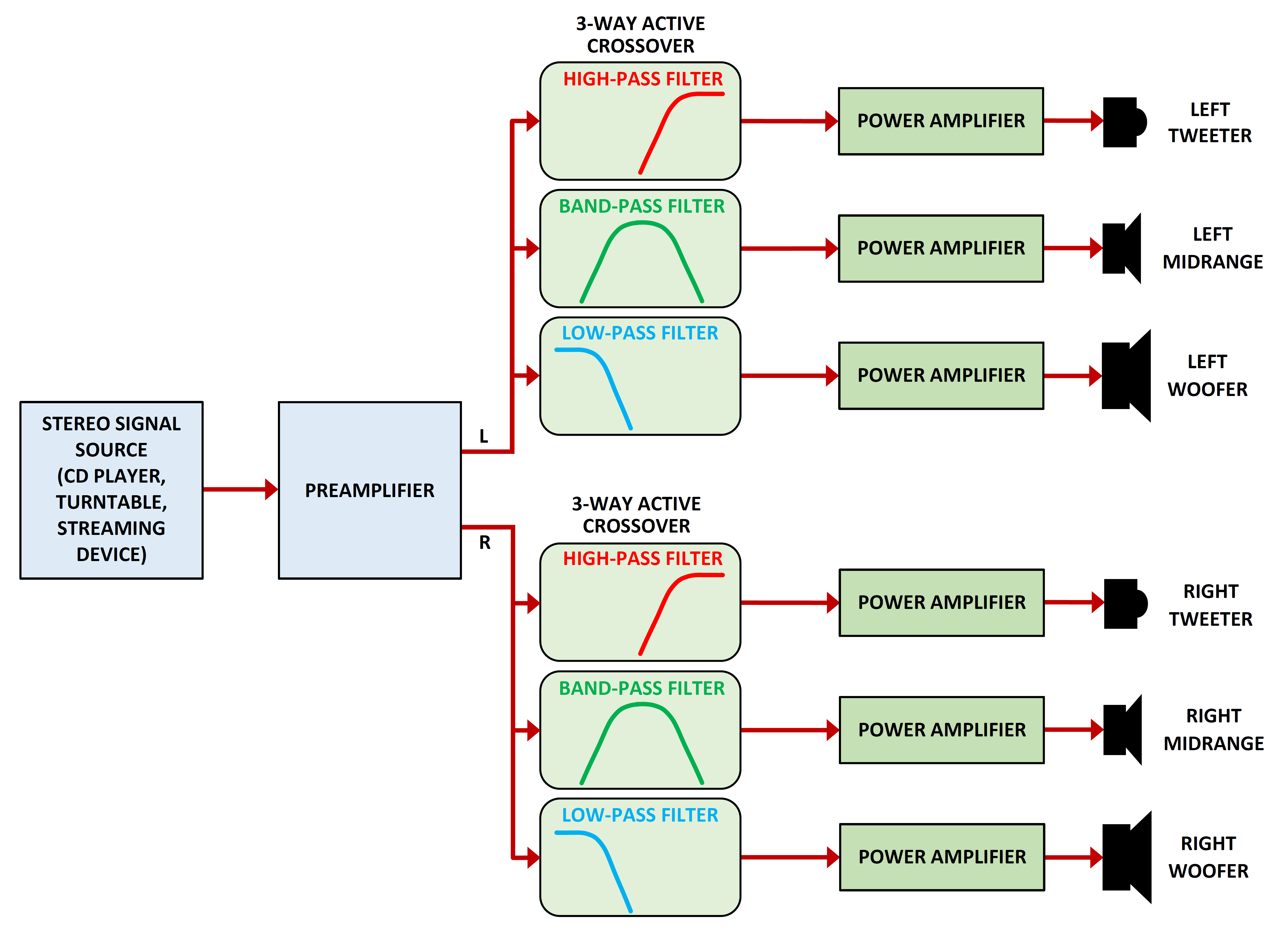
Esquema d'implementació d'una xarxa de crossover activa de tres vies per utilitzar-la amb un sistema d'altaveus estèreo de tres vies.

Un crossover actiu conté components actius als seus filtres, com ara transistors i amplificadors operacionals. En els últims anys, el dispositiu actiu més utilitzat és un amplificador operacional. En contrast amb els encreuaments passius, que operen després de la sortida de l'amplificador de potència a un corrent elevat i, en alguns casos, d'alta tensió, els encreuaments actius funcionen a nivells adequats per a les entrades de l'amplificador de potència. D'altra banda, tots els circuits amb guany introdueixen soroll, i aquest soroll té un efecte nociu quan s'introdueix abans que el senyal sigui amplificat pels amplificadors de potència.

### Digital
Els encreuaments actius es poden implementar digitalment mitjançant un processador de senyal digital o un altre microprocessador. Utilitzen aproximacions digitals als circuits analògics tradicionals, coneguts com a filtres IIR (Bessel, Butterworth, Linkwitz-Riley, etc.), o utilitzen filtres de resposta a impulsos finits (FIR). Els filtres IIR tenen moltes similituds amb els filtres analògics i són relativament poc exigents amb els recursos de la CPU; Els filtres FIR, en canvi, solen tenir un ordre superior i, per tant, requereixen més recursos per a característiques similars. Es poden dissenyar i construir de manera que tinguin una resposta de fase lineal, que es creu desitjable per molts implicats en la reproducció del so. Tanmateix, hi ha inconvenients: per aconseguir una resposta de fase lineal, es produeix un temps de retard més llarg del que seria necessari amb un filtre IIR o FIR de fase mínima. Els filtres IIR, que per naturalesa són recursius, tenen l'inconvenient que, si no es dissenyen amb cura, poden entrar en cicles límit, donant lloc a una distorsió no lineal.